# Spezialeinheit IQ
Spezialeinheit IQ (Originaltitel: A Midnight Clear) ist ein US-amerikanisches Kriegsdrama aus dem Jahr 1992. Regie führte Keith Gordon, der auch das Drehbuch anhand eines Romans von William Wharton schrieb.

## Handlung
Die Handlung spielt im Dezember 1944 in den Ardennen. Will Knott führt eine Aufklärungseinheit an, deren Soldaten wegen des hohen Intelligenzquotienten zusammengestellt wurden. Sie bestand ursprünglich aus zwölf Soldaten, von denen die Hälfte aber bereits getötet wurde. Die Einheit findet eines Tages eingefrorene Leichen zweier Soldaten – einen Deutschen und einen Amerikaner. Jemand bemerkt, die Leichen würden wirken, als ob sie miteinander tanzen würden. Später lassen sich die Soldaten auf einem Gehöft nieder.
Die Aufklärer treffen eine Einheit der Deutschen. Nach mehreren vorsichtigen Annäherungsversuchen treten sie miteinander in Kontakt und tauschen Weihnachtsgeschenke aus. Es stellt sich heraus, dass die Angehörigen der deutschen Einheit sich vor der bevorstehenden Ardennenoffensive fürchten und sich ergeben wollen. Sie sorgen sich jedoch um ihre Familien, gegen die Racheakte ausgeübt werden könnten, würden sie in der Heimat als Feiglinge gelten. Sie verabreden daher, dass die Kapitulation nach einem vorgetäuschten Kampf stattfinden soll. Während dieser Aktion kommt es versehentlich zu echten Kämpfen, weil Vance, der eigentlich im Gehöft verbleiben sollte, nicht in den Plan eingeweiht wurde. Hierbei sterben alle Deutschen sowie Paul und Stan.
Die überlebenden Amerikaner erreichen den Standort des Lagers ihres Regiments, welches jedoch in der Zwischenzeit verlegt wurde. Sie verstecken sich vor vorbeiziehenden deutschen Verbänden. Da sie sich mittlerweile hinter feindlichen Linien befinden und nicht genau wissen, wo sie sind, entschließen sie sich zu einer List. Sie werfen ihre Waffen weg und täuschen Sanitäter vor, die einen verwundeten Soldaten (in Wirklichkeit Pauls Leiche) tragen. Auf diese Weise erreichen sie unbeschadet die amerikanische Frontlinie. Zurück bei ihrem Regiment werden sie umgehend an die Front zurückgeschickt.

## Kritiken
Vincent Canby schrieb in der New York Times vom 24. April 1992, der Film sei von ernsthaftem Zorn und mit viel Disziplin gemacht. Nur manchmal sei er nahe daran, seinen Weg zu verlassen. Die in Park City, Utah gemachten Bilder seien beeindruckend. Die Darstellungen von Gary Sinise, Ethan Hawke und Arye Gross würden den Film dominieren.
Film-Dienst schrieb, der Film sei „konventionell inszeniert“ und „unbeholfen synchronisiert“. Seine „Auseinandersetzung mit Krieg und Gewalt“ falle „zu häufig unfreiwillig komisch“ aus.

## Auszeichnungen
Keith Gordon wurde im Jahr 1993 für das Drehbuch für den Independent Spirit Award nominiert.

## Hintergründe
Der Film wurde in Utah gedreht. Seine Produktionskosten betrugen schätzungsweise 5 Millionen US-Dollar. In den Kinos der USA spielte der Film ca. 1,5 Millionen US-Dollar ein. Am 27. Mai 1993 wurde er auf dem australischen Adelaide Film Festival gezeigt.